# Каталанский диалект

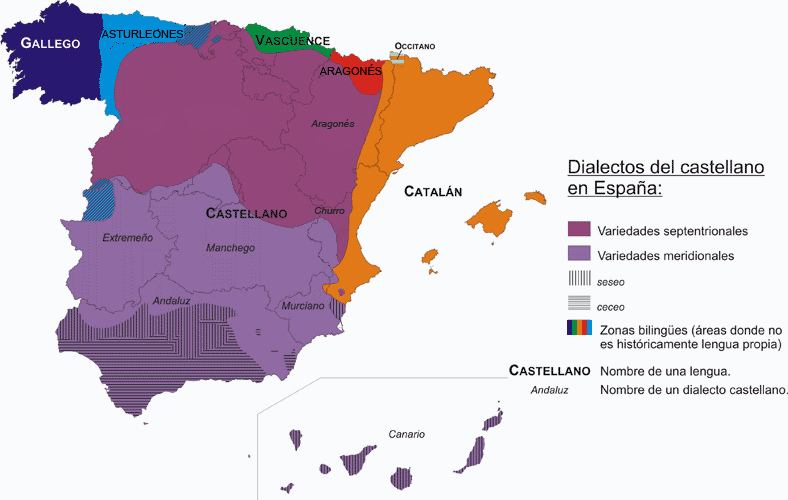
Языки и диалекты Испании в 1950 году

Катала́нский диале́кт — это языковой вариант испанского (кастильского) языка, распространённый в районах Испании, где используется каталанский язык. Его происхождение связано с взаимодействием кастильского с каталанским языком на территориях, где оба этих языка сосуществовали одновременно, в Каталонии, Валенсии и на Балеарских островах. Это взаимодействие происходило очень активно ещё и потому, что большинство населения этих районов является двуязычным, то есть говорит и на испанском, и на каталанском языках.
Особенности этого диалекта по большей части являются особенностями каталанского языка, которые заимствуются говорящими на испанском.
Аналогичное явление во французском языке — франситан.

## Лингвистические особенности

### Фонетика
- Конечная -d часто произносится как глухая: autoridat ('autoridad'), verdat ('verdad'), amistat ('amistad'), Madrit ('Madrid').
- Велярное произношение звука [l], особенно в имплозивном положении.
- Использование открытых звуков [ɛ, ɔ] для гласных e, o в ударном слоге.
- Сохранение звука [ʎ], обозначаемого диграфом ll, то есть отсутствие явления, называемого йеизм.
- В районах, где в каталанском языке используется звук [v] (например, в Валенсии, и в других районах), в кастильском также сохраняется различие между «b» [b]/[β] и «v» [v].

### Морфология
- Для образования уменьшительных существительных используются суффиксы -et, -ete и -eta.
- Для овеществления прилагательных используется суффикс -eza, тогда как в кастильском в трёхсложных прилагательных употребляется -ez: esbelteza ('esbeltez'), ligereza ('ligerez'), agudeza ('agudez').

### Синтаксис
- Использование частицы sin в качестве обстоятельства: «-¿Traes la raqueta? -He venido sin.»
- Употребление притяжательного местоимения вместо личного: Vete delante mío (Vete delante de mí), Vamos detrás suyo (Vamos detrás de él).
- Тенденция к использованию артиклей с именами собственными, что считается просторечием в других вариантах кастильского: el Jordi, la Elena.
- Использования перифраза для выражения долженствования: he de + инфинитив (= 'tengo que + инфинитив').
- Использование в личных формах безличных конструкций с «haber»: Habían cuatro personas.
- Отличия в использовании предлогов, заимствованные из каталанского: Estoy aquí, a Barcelona, Pienso de ir al teatro, Considero de que debería venir tu hermano.

### Лексика
- Используются такие конструкции, как hacer tarde (от каталанского fer tard, поздно), hacer un café (tomar un café, выпить кофе), hacer izquierda (torcer a la izquierda, свернуть налево), sacarme la camisa (quitarme la camisa, снять рубашку), tampoco no (tampoco, «тем более» в отрицательном значении) или plegar del trabajo (salir del trabajo, уйти с работы).
- Распространено использование конструкции «Déu n’hi do!» (выражение согласия или одобрения), не имеющей перевода на кастильский.
- На Балеарских островах часто для выражения несогласия в конце предложения добавляется «pero», и произносится с ударением на последний слог: « no viniste, peró», «yo no he sido, peró».